# ويليام التاسع دي مونبلييه
ويليام التاسع، كان لورد مونبلييه منذ عام 1202 حتى 1204، بحيث يعتبر أخر لورد من أسرة غويلهم، خلف والده ويليام الثامن دي مونبلييه.